# كليمنت فنسنت
كليمنت فنسنت هو سياسي كندي، ولد في 18 مايو 1931 في كندا، وتوفي في 5 أبريل 2018 في درومونفيل في كندا. حزبياً، نشط في الحزب الكندي التقدمي المحافظ والإتحاد الوطني.

## مناصب
- انتخب عمدة Sainte-Perpétue, Centre-du-Québec [الإنجليزية]‏ (1959 – 1961).
- انتخب Quebec minister of agriculture and colonisation ‏ (16 يونيو 1966 – 22 ديسمبر 1970).
- انتخب عضو الجمعية الوطنية في كيبك [الإنجليزية]‏ عن دائرة Nicolet (provincial electoral district) [الإنجليزية]‏ (1966 – 1973).
- انتخب عضو مجلس العموم الكندي عن دائرة Nicolet—Yamaska [الإنجليزية]‏ (1962 – 1966).